# آغچه قشلاق (مشگین‌شهر)
آغچه قشلاق یک منطقهٔ مسکونی در ایران است که در دهستان نقدی واقع شده‌است. براساس سرشماری مرکز آمار ایران در سال ۱۳۹۵، آغچه قشلاق ۷۰ نفر جمعیت دارد.